# Gliese 394
Gliese 394 è una stella relativamente vicina alla Terra, che si trova ad una distanza di circa 45 anni luce dal sistema solare.
Pur non trattandosi di una stella debolissima (appartiene infatti alla sequenza principale e la sua classe spettrale stimata è K7-V), non è sufficientemente luminosa per essere visibile ad occhio nudo dalla superficie della Terra. La sua magnitudine apparente è 8,76, mentre la magnitudine assoluta è 8,55 in luce visibile, mentre considerando la radiazione infrarossa è di 7,19.
Si ritiene che sia la seconda componente del sistema 36 Ursae Majoris.
Nomenclature alternative sono: 36 UMa B, HD-237903, SAO-27668.